# Robert Bijasiewicz
Robert Bijasiewicz ps. „Orlik” (ur. 23 maja 1901 w Grabówce, zm. 2 listopada 1981 w Lublinie) – polski polityk, kawaler Virtuti Militari, działacz niepodległościowy i społeczny, członek Polskiej Organizacji Wojskowej, działacz Obozu Zjednoczenia Narodowego, burmistrz Janowa Lubelskiego, poseł na Sejm II Rzeczypospolitej V kadencji.
Został pochowany na cmentarzu przy ul. Lipowej w Lublinie.

## Ordery i odznaczenia
- Krzyż Srebrny Orderu Wojskowego Virtuti Militari nr 13837
- Krzyż Walecznych dwukrotnie za służbę w POW, w b. zaborze austriackim i b. okupacji austriackiej[2]
- Medal Niepodległości – 3 maja 1932 „za pracę w dziele odzyskania niepodległości”[3]